# Морушкино (Ярославская область)
Морушкино — деревня Огарковского сельского поселения Рыбинского района Ярославской области .
Деревня расположена к востоку от федеральной автомобильной дороги Р104 на участке Рыбинск—Пошехонье, между деревнями Соловьёвское и Волково. Она стоит на правом берегу реки Чога и является последней деревней перед впадением в Рыбинское водохранилище, берег которого находится к западу, с другой стороны дороги, на удалении около 1 км. В 1 км к востоку на том же берегу реки Чога стоит деревня Киверники, к которой от Морушкино идёт просёлочная дорога. На таком же расстоянии к северо-востоку стоит деревня Антоново. К югу от Морушкино, на другом, левом берегу реки Чога стоит деревня Середнево . 
На 1 января 2007 года в деревне числилось 4 постоянных жителя . Почтовое отделение, расположенное в Волково, обслуживает в деревне 16 домов .